# Robert Lewandowski
Pour les articles homonymes, voir Lewandowski.
Robert Lewandowski (en polonais /ˈrɔbɛrt lɛvanˈdɔfskʲi/  audio), né le 21 août 1988 à Varsovie en Pologne, est un footballeur international polonais évoluant au poste d'attaquant au FC Barcelone et en sélection polonaise.
Avec l'équipe de Pologne, il participe à  Quatre Championnat d'Europe en 2012, 2016, 2020, 2024 ainsi qu'à la Coupe du monde 2018 en Russie et à la Coupe du monde 2022 au Qatar.
Il est considéré comme étant l'un des meilleurs avant-centres de l'histoire, notamment grâce à son jeu complet redoutable dans les surfaces de réparation adverses. Deuxième meilleur buteur de l'histoire de la Bundesliga derrière la légende Gerd Müller, il gagne au fil des saisons en Allemagne le surnom de « LewanGOALski », attribué par les supporters et les journalistes.
Formé au Varsovia Varsovie puis dans deux autres clubs de la capitale, Robert Lewandowski est repéré en deuxième division polonaise par les recruteurs du Lech Poznań, alors qu'il joue au Znicz Pruszków. Après avoir rejoint Poznań à l'été 2008, il prend immédiatement une envergure internationale, jouant son premier match en sélection Polonaise quelques mois plus tard.
Meilleur buteur de la ligue en 2010, il part au Borussia Dortmund à l'été. Avec le club allemand, il devient champion dès la première saison, s'impose en Bundesliga comme étant l'un des meilleurs buteurs d'Europe et joue la plus prestigieuse des compétitions continentales, la Ligue des champions. Après avoir remporté quatre trophées avec le Borussia et terminé meilleur buteur du championnat d'Allemagne, Lewandowski s'engage en 2014 au Bayern Munich.
En 2020, Lewandowski s'illustre notamment pour avoir été le meilleur buteur du Championnat d'Allemagne, de Coupe d'Allemagne, et de Ligue des champions avec notamment un total de 59 buts marqués sur l'ensemble de la saison et terminant meilleur buteur dans toutes les compétitions auxquelles il a participé.
La même année, Robert Lewandowski remporte le prix du Meilleur footballeur de l'année FIFA devant les légendaires Cristiano Ronaldo et Lionel Messi, et succède à l'Argentin. Il est à ce jour le premier footballeur polonais de l'histoire à remporter ce prix. Robert remporte deux fois le Soulier d'or européen récompensent chaque saison le meilleur buteur d'Europe tous championnats confondus.

## Biographie

### Jeunesse et formation
Robert Lewandowski est le fils de Krzysztof Lewandowski et Iwona Lewandowska. Il découvre le football à Leszno, village situé non loin de Varsovie, avec son père, ancien joueur du Hutnik Varsovie et qui s'occupe à cette période de la formation au Partyzant Leszno. En 1997, ses parents l'inscrivent au Varsovia Varsovie, centre de sports interscolaires. Il s'entraîne alors sur un terrain vétuste situé tout près du stade Kazimierz Sosnkowski, enceinte du Polonia Varsovie.
En début d'année 2005, Robert Lewandowski quitte le Varsovia pour rejoindre le Delta Varsovie, club de niveau régional. Il y joue quelques matches et marque quatre buts en quatrième division. Peu avant le début de la saison 2005-2006, il s'engage avec le Legia Varsovie, grand club de la ville et du pays, et intègre son équipe réserve. En troisième division, il éprouve quelques difficultés à s'imposer et ne marque que deux buts au sein d'une équipe qui se morfond dans le bas du classement, et qui finit par l'écarter du groupe. Sa mère, joueuse de volley-ball en première division plusieurs années auparavant, voyant son fils en mauvaise posture, fait alors jouer ses relations pour lui trouver un nouveau club.

### Débuts professionnels à Pruszków (2006-2008)
À l'été 2006, Robert Lewandowski rejoint le Znicz Pruszków, qui dépense cinq mille złotys (1 000 €) pour s'attacher ses services. Sa venue est facilitée par sa mère, qui a entraîné l'équipe de volley-ball de la ville et gardé quelques contacts. Engagé dans la même division et le même groupe régional, le jeune Polonais connaît une saison totalement différente, dans un club aux ambitions beaucoup plus élevées car fortement soutenu par sa municipalité. En effet, avec le concours de ses coéquipiers tels que Radosław Majewski, Lewandowski devient le meilleur buteur du premier groupe de III liga avec quinze buts et obtient la promotion en division supérieure, le Znicz Pruszków se plaçant avec une confortable avance en tête du classement général.
En juin 2007, les dirigeants du ŁKS, club de première division polonaise, lui proposent, ainsi qu'à son coéquipier Bartosz Wiśniewski, de faire un essai avec le groupe professionnel. Cependant, les deux joueurs désirent signer directement un contrat et refusent donc la proposition du Łódzki Klub Sportowy.
Resté à Pruszków, Lewandowski découvre la deuxième division lors de la saison 2007-2008 et frappe encore plus fort au niveau de ses statistiques. Buteur à vingt-et-une reprises, il trône à nouveau sur le classement de la spécificité. Quatrième meilleure attaque de la ligue, le Znicz Pruszków passe à deux doigts d'une deuxième montée successive, échouant à la cinquième place à la défaveur d'une moins bonne différence de buts particulière. Néanmoins, les portes de l'élite du football polonais ne se ferment pas pour tout le monde, de nombreuses équipes sollicitant le Znicz pour obtenir le transfert de Lewandowski.

### Lech Poznań (2008-2010)
Le 18 juin 2008, Robert Lewandowski signe un contrat portant sur quatre années avec le Lech Poznań, quatrième du dernier championnat, qui dépense un million et demi de złotys (trois-cent-cinquante mille euros) pour l'engager. Le 17 juillet, il joue son premier match contre le Khazar Lankaran en Coupe UEFA. Remplaçant au coup d'envoi, il entre en jeu à la mi-temps à la place du milieu de terrain Tomasz Bandrowski et inscrit son premier but avec Poznań, le seul du match, qui permet au club d'obtenir une importante victoire à l'extérieur. Le 8 août, lors de la première journée du championnat, il dispute son premier match d'Ekstraklasa, face au GKS Bełchatów. Une nouvelle fois remplaçant, il marque quelques minutes après son entrée sur la pelouse, d'une « madjer ». Une semaine plus tard, en coupe d'Europe contre le Grasshopper Zürich, il réussit son premier doublé lors de la large victoire de son équipe six buts à zéro. Dès lors, grâce à ses talents de buteur, Lewandowski s'impose en tant que titulaire au Lech Poznań et marque régulièrement.
Le 10 septembre, quelques jours après avoir fêté son vingtième anniversaire, il commence sa carrière internationale avec la Pologne face à Saint-Marin, lors des éliminatoires de la Coupe du monde 2010. Huit minutes après avoir remplacé Marek Saganowski à la 59e, Lewandowski inscrit son premier but sous le maillot national, doublant la marque. Seul Włodzimierz Lubański, légende du football polonais, avait réussi pareille entrée en matière en sélection. De retour en club, il prend la première place du classement général le 30 novembre.
En décembre, il est désigné « révélation polonaise de l'année » par le magazine « Piłka Nożna ». En s'étant affirmé comme l'un des meilleurs finisseurs de Pologne (huit buts en championnat à la trêve, douze toutes compétitions confondues), il est reconnu en Europe comme étant l'un des jeunes talents du football, et attire les regards de clubs étrangers comme Arsenal, le Borussia Dortmund, Naples ou encore Saint-Étienne. Après la longue trêve hivernale, Lewandowski continue sur sa lancée. Éliminé en seizièmes de finale de la Coupe UEFA par l'Udinese, le Polonais joue toujours les premiers rôles en championnat. Lors des mois de mars et d'avril, Poznań ralentit un peu le rythme, concède de nombreux matches nuls et quitte finalement la première place. Invaincu sur l'année civile 2009 en championnat domestique, le Lech reste sur le podium à la fin de la saison, terminant troisième. En Coupe de Pologne, il réalise le parcours parfait ; aligné sur le terrain lors de tous les matches de coupe nationale à partir des huitièmes de finale, Lewandowski soulève le trophée au stade de Silésie de Chorzów (victoire 1–0 sur le Ruch Chorzów).
Le bilan de la première saison de Lewandowski avec les Kolejorz est extrêmement satisfaisant. En effet, le joueur a disputé l'ensemble des matches de son équipe en championnat, terminé troisième meilleur buteur du pays avec quatorze réalisations, découvert la coupe d'Europe mais aussi l'équipe nationale où il s'est fait une place dans le onze de départ, et a remporté un premier titre majeur.

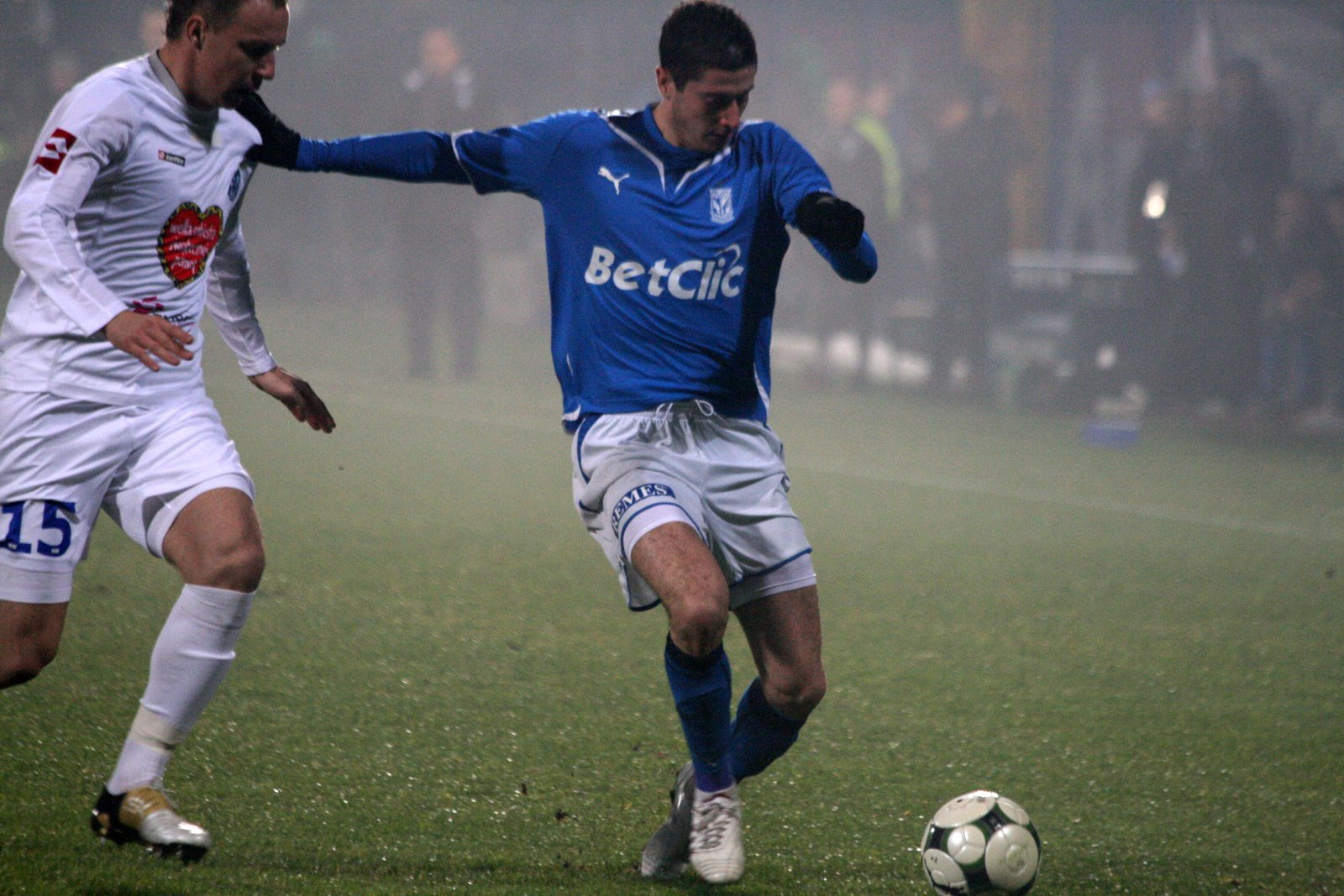
Lewandowski s'apprêtant à tirer face au Ruch Chorzów, le 21 novembre 2009.

Sortant d'une bonne saison avec Poznań, Lewandowski est toujours autant convoité à l'intersaison mais son club désire le conserver malgré les offres importantes d'autres clubs européens, comme celle du Chakhtar Donetsk estimée à plus de huit millions d'euros, soit la plus grosse somme proposée pour un footballeur polonais. En juillet, le Polonais remporte un nouveau titre, la Supercoupe de Pologne, aux dépens du Wisła Cracovie. Alors que l'aventure européenne du Lech s'achève assez rapidement (dès les barrages), les résultats en championnat se révèlent bien meilleurs. Lewandowski, toujours aussi efficace devant le but, mène son équipe vers les premières places. Même si le club accuse jusqu'à onze points de retard sur le premier, il réussit une très bonne seconde partie de saison et se rapproche des meilleurs. Lewandowski, leader de l'attaque, s'impose nationalement à son poste et améliore ses statistiques personnelles. Sacré meilleur buteur du championnat avec dix-huit réalisations, il connaît une fin de saison palpitante : grâce à un but de son coéquipier Sergueï Krivets et à un autre marqué contre son camp par un joueur du Wisła lors du derby de Cracovie (qui entraîne l'égalisation), inscrits dans les arrêts de jeu, le Lech Poznań prend la tête du championnat lors de la 29e journée et la garde lors de la journée suivante, la dernière de la saison. Dix-sept ans après son dernier sacre en première division, Poznań devient donc champion de Pologne et se qualifie pour les éliminatoires de la Ligue des champions 2010-2011.
Une fois de plus, les dirigeants du Lech reçoivent de nombreuses propositions de transfert pour leur attaquant à l'issue de la saison. Cependant, toujours intéressé, Dortmund, qui désire remplacer l’Égyptien Mohamed Zidan, semble tenir la corde malgré les grosses offres de plusieurs clubs anglais.

### Borussia Dortmund (2010-2014)
Le 11 juin, il signe officiellement un contrat de quatre ans avec le Borussia Dortmund. Engagé pour quatre millions et demi d'euros, il devient le joueur le plus cher ayant quitté l'Ekstraklasa,. Il vient ainsi grossir la communauté polonaise de Dortmund, déjà composée de Jakub Błaszczykowski et de Łukasz Piszczek. Il s'impose en attaque dès les matches amicaux, et réalise même son premier triplé. Malgré des matchs amicaux satisfaisants, Robert Lewandowski n'arrive pas à s'imposer en tant que titulaire, et Jürgen Klopp fait de lui la doublure de Lucas Barrios. Il fait sa première apparition en Bundesliga le 22 août 2010, en entrant en jeu à la place de Sebastian Kehl face au Bayer Leverkusen. Le BVB s'incline sur le score de deux buts à zéro ce jour-là. Il inscrit son premier but en championnat le 19 septembre 2010 lors du Derby de la Ruhr face au FC Schalke 04. Entré en jeu à la place de Shinji Kagawa ce jour-là, il marque le troisième but de son équipe qui l'emporte par trois à un.

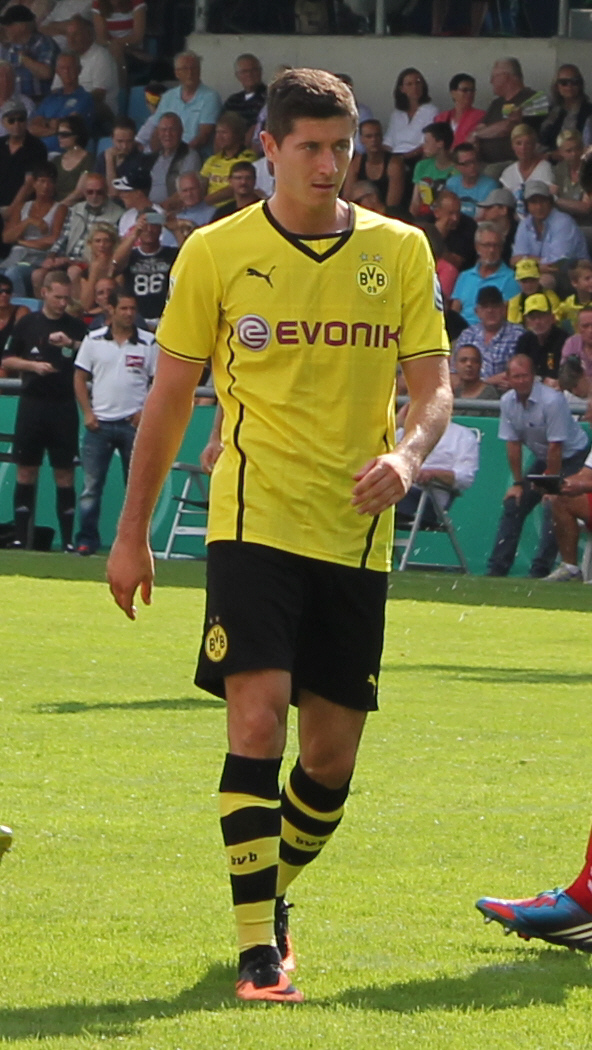
Avec le Borussia en 2013.

Mais pour la saison 2011-2012 il s'est imposé en tant que titulaire, marque 12 buts et réalise 7 passes décisives. Il est choisi meilleur joueur de Bundesliga de la mi-saison.
En avril 2012, Lewandowski inscrit le but de la victoire contre le Bayern Munich en fin de match (il marque son 20e but et égale notamment le record polonais de but marqué en Bundesliga). Après la victoire contre le Bayern Munich, Dortmund prend le large à la tête du championnat avec six points d'avance sur ce dernier.
Le 8 juin 2012, lors du match d'ouverture, Il est le premier joueur à inscrire un but lors de l'Euro 2012 face à la Grèce (1-1).
Le 16 mars 2013, Lewandowski réalise un doublé contre Fribourg en Bundesliga (victoire du Borussia 5-1). Il marque ainsi au moins un but en championnat pour la huitième fois consécutive, et bat un record datant de 50 ans du côté de Dortmund,.
À l'occasion du match aller de la demi-finale de la Ligue des champions 2013 contre le Real Madrid, il réussit un quadruplé historique, chose plus réalisée à pareille étape de la compétition depuis les années 1960 et Ferenc Puskás. Il marque notamment une splendide semi-volée pour le but du 3-1 en reprenant la balle sur un centre de Marco Reus. Ce but fut nommé but du match par l’UEFA. Sa performance exceptionnelle lui permet de recevoir la note de 10 de la part de l’Équipe. Il devient également le neuvième joueur à réussir un quadruplé dans la nouvelle version de la C1.
Le 27 avril 2013, sa série de buts consécutifs en championnat s'arrête sur le terrain du Fortuna Düsseldorf, où il entre en jeu à vingt minutes de la fin. Elle s'établit finalement sur douze matches, quatre de moins que le record de Gerd Müller, mais c'est tout de même le deuxième meilleur total en Allemagne.
Le 1er novembre 2013, après avoir réalisé un triplé contre Stuttgart, il devient le meilleur buteur polonais de l'histoire de la Bundesliga.
Le 4 janvier 2014, alors qu'il est libre de signer un contrat avec un nouveau club à six mois du terme de celui-ci, il s'engage pour cinq ans avec le Bayern Munich, qu'il rejoindra en juillet 2014,.
Le 15 avril 2014, il inscrit son 100e but sous les couleurs du Borussia Dortmund.
Lewandowski se fait remarquer lors de son dernier match de championnat avec Dortmund, le 10 mai 2014, en réalisant un doublé contre le Hertha Berlin. Titulaire, il contribue à la victoire de son équipe (0-4 score final)

### Bayern Munich (2014-2022)

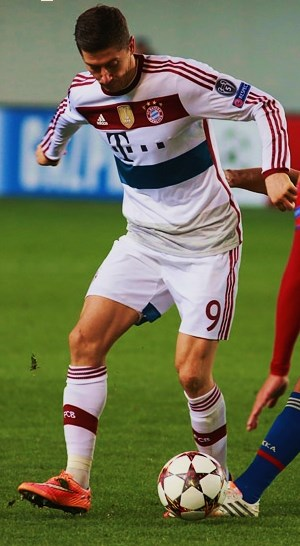
Avec le Bayern en 2014.

Il arrive donc comme convenu au Bayern à l'intersaison 2014. Il retrouve le Borussia Dortmund dès la fin du mois d'août pour la Supercoupe d'Allemagne où son ancien club l'emportera deux buts à zéro. Il marque son premier but officiel sous ses nouvelles couleurs face à Schalke 04 le 30 août 2014, ce qui ne permet toutefois pas à son équipe de l'emporter car elle est tenue en échec (1-1 score final).
Le 1er novembre 2014, il égalise face à son ancien club, le Borussia Dortmund où il ne célébrera pas son but. Le Bayern l'emporte deux buts à un, enfonçant un petit peu plus son ancien club dans les bas fonds du classement.
Le 4 avril 2015, il marque encore contre son ancienne équipe, le Borussia Dortmund pour une victoire 1-0 des hommes de Pep Guardiola au Signal Iduna Park.
Le 28 avril 2015, il marque face au Borussia Dortmund en demi-finale de coupe d'Allemagne. Lors des prolongations, il subit un choc violent avec le gardien de Dortmund, Mitchell Langerak et subit une fracture de la mâchoire et du nez. Lors de son hospitalisation le lendemain, le médecin de la sélection polonaise révèle que Lewandowski a une commotion cérébrale qui pourrait mettre un terme à sa saison,. Le Bayern s'incline aux tirs au but après un nul 1-1 et ne défendra pas son titre de l'an passé.
Le 22 septembre 2015, il entre en jeu à la mi-temps lors du match face au VfL Wolfsburg, comptant pour la 6e journée de championnat. Alors que les visiteurs mènent (0-1), il inscrit le quintuplé le plus rapide de l'histoire de la Bundesliga, cinq buts en seulement neuf minutes (5-1). Il ne lui aura fallu que 3 minutes 22 secondes pour marquer les trois premiers buts, également un record en Allemagne. Il inscrit ensuite un doublé la journée suivante puis un triplé lors de la deuxième journée du groupe F de la Ligue des champions contre le Dinamo Zagreb, soit dix buts en huit jours et trois rencontres.
Sélectionné pour le Ballon d'or 2015, Robert Lewandowski termine finalement 4e.
Buteur pour la dernière journée du championnat allemand, il termine pour la seconde fois meilleur buteur de Bundesliga avec trente réalisations, le meilleur total de sa carrière. Il est également le premier joueur à atteindre la barre symbolique des trente buts depuis Dieter Müller et la saison 1976-1977 (34 buts), et le premier étranger à réaliser une telle performance dans toute l'histoire du championnat allemand.
Le 10 mars 2018, grâce à un triplé contre le Hambourg SV, il devient le meilleur buteur étranger de l'histoire du Bayern Munich succédant ainsi à Giovane Élber.
Le 2 mars 2019, il rejoint le Péruvien Claudio Pizarro en tant que le meilleur buteur étranger de la Bundesliga avec 195 buts, lors de la victoire du Bayern Munich (1-5) contre le Borussia Mönchengladbach où il réalise un doublé. Il dépasse Pizarro le week end suivant en marquant un nouveau doublé contre le VfL Wolfsburg et devient par la même occasion seul meilleur buteur étranger de l'histoire de la Bundesliga et fait son entrée dans le top 5 du classement historique des buteurs du championnat allemand. Lors du Ballon d'or 2019, Robert Lewandowski arrive à une très belle huitième place. Une juste récompense pour le Polonais qui s'affirme comme l'un voire le meilleur numéro neuf de la planète. L'année 2019 s'est mal terminée pour Robert Lewandowski. Auteur de 30 buts en 25 matches toutes compétitions confondues durant la première partie de saison, le buteur polonais a dû être opéré de l'aine après la victoire du Bayern Munich face à Wolfsbourg (2-0) le 20 décembre.
En huitièmes de finale de la Ligue des champions, le Bayern Munich a explosé Chelsea à Stamford Bridge. Les Bavarois se sont imposés trois buts à zéro à l'extérieur grâce à deux passes décisives pour Serge Gnabry et à un but du Polonais. Toutefois, l'avant-centre ne va pas rejouer avant quatre semaines puisqu'il s'est blessé. Vainqueur sur la pelouse du Werder Brême (1-0) à l'occasion de la 32e journée, le Bayern Munich ne peut plus être rattrapé en tête de la Bundesliga, à deux journées de la fin de la saison. Les Bavarois sont champions pour la huitième année consécutive et marquent un peu plus l’histoire du football allemand avec un 30e titre. Robert Lewandowski s'est vu décerner les titres de joueur de l'année par la Bundesliga et Footballeur de l'année en Allemagne.
Ses quinze réalisations en Ligue des champions font de lui le meilleur buteur de la compétition. Il a fini meilleur buteur en Bundesliga avec 34 buts et en a marqué aussi 6 en Coupe d'Allemagne, que le FCB a remportée. Avec son but de la tête contre l'Olympique lyonnais, il a aussi égalé le record de Gerd Müller (1972-1973), qui avait inscrit 55 buts avec le FCB sur une saison. Le Bayern remporte la Ligue des champions face aux Paris Saint-Germain sur un but de Kingsley Coman.
Pour la première fois depuis très longtemps, le Ballon d'Or France Football ne sera pas attribué. Avec ses 57 buts en 52 matchs toutes compétitions confondues et surtout un triplé Coupe-Championnat-Ligue des Champions réussi avec le Bayern Munich, Robert Lewandowski pouvait légitimement y prétendre et succéder à Lionel Messi. Cela pouvait être l'année ou jamais pour le Polonais dans la quête de le plus prestigieuse des récompenses individuelles. Et l'attaquant de 32 ans en est bien conscient. Quand un journal de son pays natal, le Przeglad Sportowy, lui demande à qui il aurait décerné le trophée, il a répondu : « à moi-même. Nous avons gagné tout ce qu’il y avait à gagner. J’étais le meilleur buteur de chaque compétition. Je pense que si un joueur a accompli tout ça, il devrait remporter le Ballon d’Or. Il a été élu meilleur attaquant de la Ligue des Champions 2019/2020. Le Polonais a devancé les deux Parisiens battus en finale, Kylian Mbappé et Neymar.
En marge du tirage au sort de la phase de poules de Ligue des champions 2020-2021, Robert Lewandowski remporte le trophée du joueur UEFA de l'année. Le Polonais devance son partenaire en club, le gardien de but allemand Manuel Neuer, et le maître à jouer belge de Manchester City, Kevin De Bruyne.
Lors de la saison 2021, Lewandowski inscrit un quadruplé face au Hertha Berlin lors de la troisième journée de Bundesliga et offre la victoire 4 à 3 pour le Bayern .
Malgré l'élimination du Bayern Munich en quart de finale de la Ligue des champions 2020-2021, la saison se conclut par nouveau titre de champion d'Allemagne.
Robert Lewandowski remporte le Soulier d'or européen en terminant meilleur buteur de Bundesliga avec 41 buts, battant le record de Gerd Müller (40 buts) et reçoit le titre de Footballeur de l'année en Allemagne pour la deuxième année consécutive.
Le 3 novembre 2021, il dispute face au Benfica Lisbonne son 100ème match de Ligue des champions, lors de ce match il inscrit un triplé passant son total de but en Ligue des champions à 81 buts, il devient le joueur le plus rapide a atteindre les 80 buts en Ligue des champions, le joueur ayant le plus de but après 100 matchs de Ligue des Champions[réf. nécessaire] et devient le meilleur buteur du Bayern Munich en coupe d'Europe devançant Gerd Müller en dépassant son record de 62 buts
Le 15 janvier 2022, il est inscrit un triplé contre Cologne sur un score de 4-0 et atteint la barre des 300 buts en Championnat d'Allemagne de football seul Gerd Müller fait mieux avec 365 buts inscrits .
Le 17 janvier 2022, lors de la cérémonie des remises de prix FIFA, Robert Lewandowski remporte le prix du Meilleur footballeur de l'année FIFA 2021. C'est la deuxième fois consécutive que le polonais remporte ce prix.
Le 8 mars 2022, en 8e de finale retour de Ligue des champions face au RB Salzbourg, il inscrit un triplé en l'espace de 11 minutes et contribue grandement à la victoire 7-1 de son équipe. Il devient le joueur à inscrire le triplé le plus rapide après le coup d'envoi avec 23 minutes au compteur, dépassant Marco Simone, qui avait attendu 24 minutes sous les couleurs de l'AC Milan face à Rosenborg en septembre 1996.

### FC Barcelone (depuis 2022)

#### Saison 2022-2023: Pichichi et vainqueur de la Liga
Le 16 juillet 2022, alors qu'un transfert au FC Barcelone était évoqué dans la presse depuis plusieurs semaines, un accord est définitivement trouvé entre le club catalan et Lewandowski. Le montant du transfert s'élève à 45 millions d'euros, pour un contrat de 3 ans.
Son arrivée au club génère un tel engouement parmi les supporters blaugranas que, seulement quelques jours après sa signature, les boutiques du club se retrouvent à court de la lettre W et donc dans l'incapacité de floquer davantage de maillots au nom du Polonais. Il hérite du no 9 de Memphis Depay.
Il joue son premier match sous les couleurs barcelonaises le 13 août 2022, lors de la première journée de la saison 2022-2023 de Liga contre le Rayo Vallecano. Il est titularisé et les deux équipes se neutralisent ce jour-là (0-0 score final). C'est contre la Real Sociedad lors de la 2e journée de championnat qu'il débloque son compteur en inscrivant un doublé permettant à son équipe de s'imposer 4-1. Après avoir inscrit deux buts face au Real Valladolid et un but aux dépens du FC Séville, il réussit un triplé face à Viktoria Plzen, lors de la première journée de phase de poules de la Ligue des Champions. Le 12 octobre, Lewandowski marque un doublé lors du match de Ligue des champions de Barcelone contre l'Inter Milan, avec notamment l'égalisation à la dernière minute assurant un match nul 3-3 au Camp Nou. Malgré cinq buts marqués dans la compétition, ses buts n'ont pas pu aider Barcelone, qui a terminé troisième de la phase de groupes, ce qui les a placés en barrages à élimination directe de la Ligue Europa pour la deuxième saison consécutive.
Il remporte la Supercoupe 2022-23 contre le Real Madrid ou il est notamment buteur et passeur, ainsi que le championnat d'Espagne 2022-2023 lors de la 34e journée contre l'Espanyol de Barcelone où il inscrit un doublé lors de la victoire 4-2. Il termine sa première saison Barcelonaise avec un total de 33 buts dont 23 en Liga, ce qui lui permettra de décrocher le titre de pichichi (meilleur buteur de la Liga espagnole), devenant le premier joueur des 5 meilleurs championnats européens à obtenir le prix du meilleur buteur pendant six saisons consécutives. Il devance ainsi des joueurs tels que Karim Benzema (19 buts), le précédent Pichichi, Joselu Mato (16 buts) ou encore Antoine Griezmann (15 buts).

#### Saison 2023-2024: Saison contrastée
Le 19 septembre 2023, Lewandowski marque un but lors de la victoire 5-0 à domicile du FC Barcelone contre Antwerp lors de la première journée de la Ligue des champions de l'UEFA 2023-24, portant son total de buts en compétitions de l'UEFA à 100, devenant ainsi le troisième joueur à atteindre un tel jalon après Cristiano Ronaldo et Lionel Messi. Il est également devenu le joueur le plus âgé, à 35 ans et 29 jours, à marquer pour Barcelone en Ligue des champions de l'UEFA, surpassant le précédent record de Gerard Piqué. Le 23 septembre, il marque un doublé et permet à son club de renverser un déficit de deux buts lors d'une victoire 3-2 à domicile contre le Celta Vigo, devenant ainsi le meilleur buteur des 50 premiers matches du club au 21e siècle, avec 35 buts, surpassant le record précédemment détenu par Samuel Eto'o. Le 29 avril, il a marqué son premier triplé en Liga pour aider son équipe à remporter une victoire 4-2 contre Valence.
Malgré ses 26 buts, la saison du polonais et de son club reste moins bonne que la première saison. En 2024, il laisse penser vouloir terminer sa carrière avec Barcelone, son contrat courant jusqu’au 30 juin 2026, en affirmant : « Pour l’instant, je suis en mesure de dire que je peux jouer au plus haut niveau jusqu’en 2026 ».

#### Saison 2024-2025: Triplé national
Il retrouve son ancien entraîneur, Hansi Flick, avec qui il a gagné la Ligue des Champions avec le Bayern. Lewandowski entame la saison 2024-2025 en marquant deux buts dès la première journée, le 17 août 2024, face au Valence CF. Il permet ainsi à son équipe de s'imposer par deux buts à un,. Le 23 octobre, il marque face à son ancien club, le Bayern, et permet à son équipe de l'emporter 4 buts à 1. 4 jours plus tard, lors du Classico face au Real Madrid, il marque un doublé en 3 minutes, écrasant le club de la capitale 4-0 au Santiago Bernabéu.
Le 26 novembre, Lewandowski est entré dans l'histoire en inscrivant un doublé lors de la victoire 3-0 de Barcelone contre Brest, son premier but dans le match étant son 100e but en Ligue des champions. Il est devenu le troisième joueur seulement à franchir la barre des 100 buts en Ligue des champions, derrière Lionel Messi et Cristiano Ronaldo. 
Le 9 avril 2025, Lewandowski dépasse Cristiano Ronaldo en tant que joueur ayant marqué le plus de buts après 35 ans en Ligue des champions, avec un total de 14 réalisations. Il accomplit cet exploit face à son ancien club, le Borussia Dortmund, en inscrivant un doublé lors d’une victoire 4-0 contre l’équipe allemande. Ces performances lui permettent également de marquer son 99e but avec Barcelone et d'être l’Homme du match.
Le 19 avril, lors d'un match gagné face au Celta Vigo, Lewandowski se blesse et rate trois semaines de compétition. Il est donc absent face à l'Inter Milan lors du match des demi-finales de la Ligue des champions et, tout juste revenu de blessure, il est remplaçant pour le retour, ou il voit son équipe échouer dans le temps réglementaire. Il ne prend pas part non plus au "Clásico" face au Real Madrid quelques jours plus tard, mais cette fois, son équipe l'emporte sur le score de 4 à 3. Le 15 mai, il est titulaire lors de la victoire contre l'Espanyol, et son équipe est sacrée champion d'Espagne.

#### Saison 2025-2026:
Le 8 août, le club catalan annonce la blessure de Lewandowski "Robert Lewandowski souffre d’une gêne musculaire au biceps fémoral de la cuisse gauche", il rate donc le premier match de la saison face à Majorque.

### Carrière internationale (depuis 2008)
Juin 2008, il a fait ses débuts en équipe de Pologne des moins de 21 ans dans un match amical contre la Biélorussie (2-2).
10 septembre 2008 Lewandowski fait ses débuts pour l'Équipe nationale de Pologne dans un match à l'extérieur des éliminatoires de la Coupe du monde 2010 contre Saint-Marin. Lors de ce match, il a marqué son premier but en sélection nationale (victoire de la Pologne 2-0). Lors du match retour, il inscrit un but, contribuant ainsi à la plus large victoire de l'histoire de l'équipe de Pologne (10-0).
2 mai 2012 il fut sélectionné par l'entraîneur de l'équipe nationale Franciszek Smuda pour disputer le championnat d'Europe 2012. Il inscrit alors le premier but de la compétition à la 17e minute du match d'ouverture contre la Grèce, but marqué de la tête grâce à un centre de Jakub Błaszczykowski (1-0). Le match se termine sur le score de 1:1. Il est ensuite titulaire lors des rencontres contre la Russie (1-1) et la Tchéquie (défaite de la Pologne 1-0). La Pologne a été éliminée du tournoi après la phase de groupes.

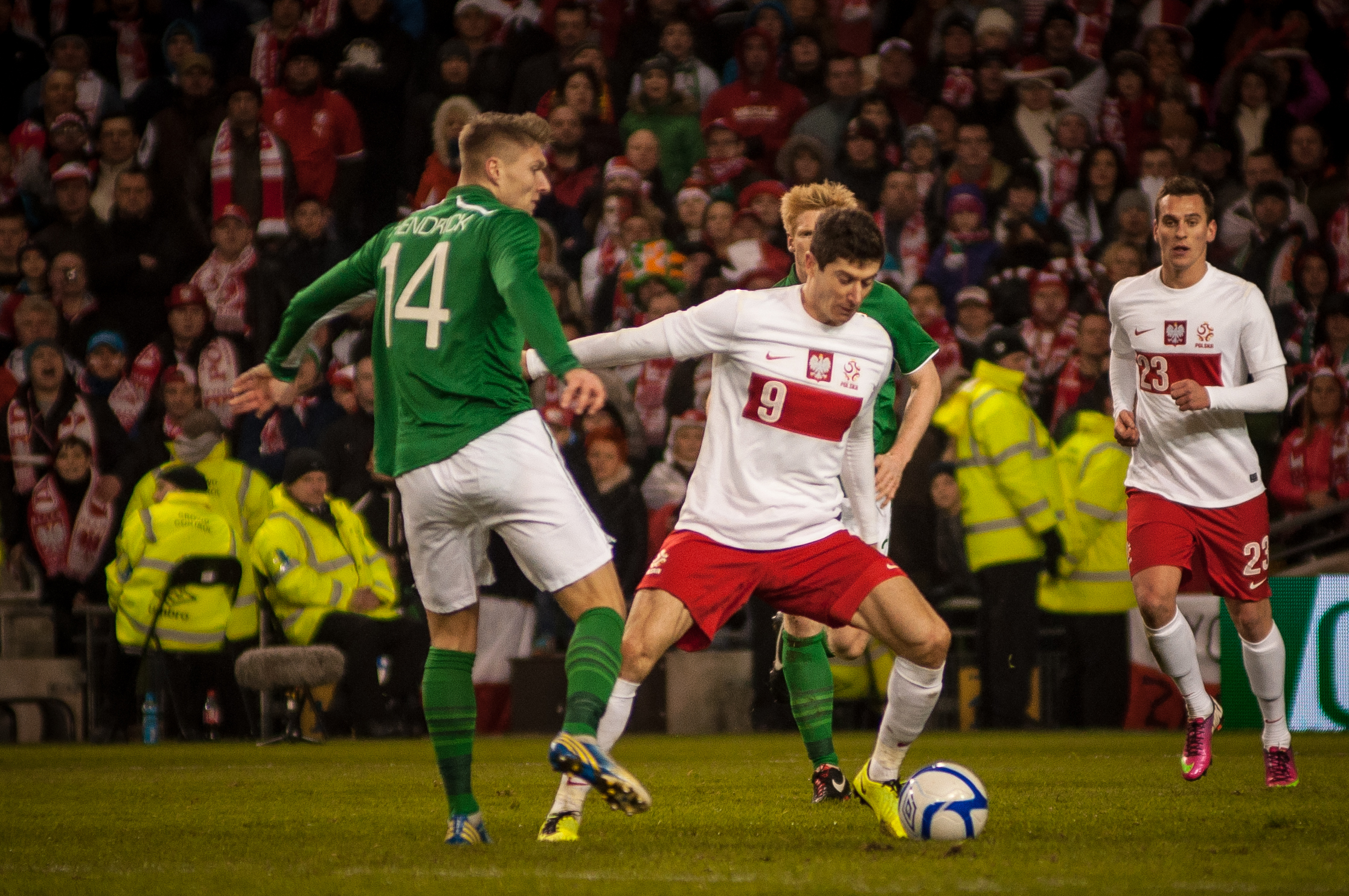
L'attaquant sous les couleurs polonaises face aux Irlandais en 2013.

Il devient pour la première fois capitaine de l'équipe (à la place de son collègue de club Jakub Błaszczykowski, en raison d'une blessure) lors d'un match de qualification de la Coupe du monde 2014 contre Saint-Marin et a marqué deux buts sur penalty.
Le 9 décembre 2014, il est nommé capitaine de l'équipe polonaise par l’entraîneur Adam Nawałka.
Le 7 septembre 2014, Lewandowski marque son premier triplé pour les rouges et blancs, remportant le match contre Gibraltar (7-0). Le 13 juin 2015, il marque une nouvelle fois un triplé dans le match contre la Géorgie (4-0) lors des qualifications au championnat d'Europe en 2016. Le 4 septembre 2015, il marque le seul but avant de perdre 1-3 lors d'un match à l'extérieur contre l'Allemagne. Trois jours plus tard, il marque 2 buts dans un match remporté 8-1 contre  Gibraltar. Le 8 octobre 2015, il marque deux buts contre l'Écosse, dont l'égalisation à la dernière action du match ; le 11 octobre 2015, contre l'Irlande (victoire de la Pologne 2-1), il marque le but de la victoire et envoie la Pologne aux Championnats d'Europe 2016 en France.
Au total, pendant les qualifications pour les championnats d'Europe 2016, il a marqué 13 buts, qui font de lui le meilleur buteur de cette phase de qualifications, et devient co-meilleur buteur de l’histoire d’une campagne de qualifications pour l’Euro, à égalité avec le Nord-Irlandais David Healy, en 2006-2007.
Le 30 mai 2016 Lewandowski est officiellement nommé par Adam Nawałka et fait partie de la liste des 23 joueurs polonais sélectionnés pour disputer l'Euro 2016. Durant la compétition, après avoir battu l'Irlande du Nord (1-0) l'Ukraine (1-0), et après un match nul contre l'Allemagne (0-0), la Pologne a pris la deuxième place du Groupe C, et pour la première fois de son histoire se qualifie aux 1/8 de finale de l'Euro. Après avoir éliminé la Suisse en 1/8 de finale (1-1, 5-4 aux t.a.b.), la Pologne est éliminée en quarts de finale après avoir perdu aux tirs au but (1-1, 3-5 aux t.a.b.) contre le Portugal. Lewandowski, en tant que capitaine de l'équipe, a été titularisé dans tous les cinq matches de équipe pour le tournoi et a marqué 1 but dans le match de quart de finale contre le Portugal, ce but fut le plus rapide de l'Euro 2016, après moins de deux minutes de jeu (119 secondes exactement) et le 3e plus rapide de l'histoire de l'Euro derrière le Russe Dmitri Kiritchenko en 2004 (67 secondes) et l’Albanais Nedim Bajrami (21 secondes) face à l’Italie en 2024.
Le jeudi 5 octobre 2017, il devient le meilleur buteur de l'histoire de la sélection nationale de Pologne à la suite de ses trois buts marqués contre l'Arménie. Il bat ainsi le précédent record de Włodzimierz Lubański qui était de 48 buts.
Le 4 juin 2018, il est sélectionné par Adam Nawałka pour participer à la Coupe du monde 2018. Titulaire et capitaine, Lewandowski y dispute les trois matchs de la Pologne dans leur intégralité, sans pour autant marquer de but. Derniers de leur groupe, les Polonais sont éliminés en phase de poules.
Il est retenu par le sélectionneur Paulo Sousa pour disputer l'Euro 2020,. Lors de cette compétition les Polonais sont éliminés dès la phase de groupe malgré les trois buts de Robert Lewandowski, le premier contre l'Espagne et les deux autres face à la Suède (défaite 3-2 de la Pologne).
Le 10 novembre 2022, il est sélectionné par Czesław Michniewicz pour participer à la Coupe du monde 2022. Lors du premier match face au Mexique, il tire un penalty arrêté par Guillermo Ochoa (score 0-0). Il marque son premier but en Coupe du monde à l'occasion du 2e match de groupe face à l'Arabie saoudite (victoire 2-0) avant de récidiver face à la France en 1/8 de finale sur penalty (défaite 3-1). Lors du match face à l’Arabie saoudite, il s’effondre en larmes après son but pour célébrer.
Le 8 juin 2024, Lewandowski figure dans la liste des 26 joueurs polonais retenus par Michał Probierz pour participer à l'Euro 2024. Il sort sur blessure lors du deuxième match amical de préparation face à la Turquie (victoire 2-1 des Polonais) et bien que sa participation au tournoi n'est pas remise en question, il est déclaré forfait pour le premier match de la compétition. Le 25 juin, il inscrit son premier but dans le tournoi sur penalty face à la France lors du dernier match de poules(score final 1-1)

### Vie privée
Avec sa femme, Anna Lewandowska, Robert Lewandowski a deux filles.

## Statistiques

### En club
| Saison                | Club                  | Championnat           | Championnat | Championnat | Championnat | Coupe(s) nationale(s) | Coupe(s) nationale(s) | Coupe(s) nationale(s) | Supercoupe | Supercoupe | Supercoupe | Compétition(s) continentale(s) | Compétition(s) continentale(s) | Compétition(s) continentale(s) | Compétition(s) continentale(s) | Supercoupe UEFA | Supercoupe UEFA | Supercoupe UEFA | Autres compétitions | Autres compétitions | Autres compétitions | Autres compétitions | Total | Total | Total |
| Saison                | Club                  | Division              | M.          | B.          | P.d.        | M.                    | B.                    | P.d.                  | M.         | B.         | P.d.       | Comp.                          | M.                             | B.                             | P.d.                           | M.              | B.              | P.d.            | Comp.               | M.                  | B.                  | P.d.                | M.    | B.    | P.d.  |
| 2006-2007             | Znicz Pruszków        | II Liga               | 27          | 15          | 5           | 5                     | 2                     | 0                     | -          | -          | -          | -                              | -                              | -                              | -                              | -               | -               | -               | -                   | -                   | -                   | -                   | 32    | 17    | 5     |
| 2007-2008             | Znicz Pruszków        | I Liga                | 32          | 21          | 3           | 2                     | 0                     | 0                     | -          | -          | -          | -                              | -                              | -                              | -                              | -               | -               | -               | -                   | -                   | -                   | -                   | 34    | 21    | 3     |
| Sous-total            | Sous-total            | Sous-total            | 59          | 36          | 8           | 7                     | 2                     | 0                     | -          | -          | -          | -                              | -                              | -                              | -                              | -               | -               | -               | -                   | -                   | -                   | -                   | 66    | 38    | 8     |
| 2008-2009             | Lech Poznań           | Ekstraklasa           | 30          | 14          | 7           | 6                     | 2                     | 2                     | -          | -          | -          | C3                             | 12                             | 4                              | 3                              | -               | -               | -               | -                   | -                   | -                   | -                   | 48    | 20    | 12    |
| 2009-2010             | Lech Poznań           | Ekstraklasa           | 28          | 18          | 8           | 1                     | 0                     | 0                     | 1          | 1          | 0          | C3                             | 4                              | 2                              | 0                              | -               | -               | -               | -                   | -                   | -                   | -                   | 34    | 21    | 8     |
| Sous-total            | Sous-total            | Sous-total            | 58          | 32          | 15          | 7                     | 2                     | 2                     | 1          | 1          | 0          | -                              | 16                             | 6                              | 3                              | -               | -               | -               | -                   | -                   | -                   | -                   | 82    | 41    | 20    |
| 2010-2011             | Borussia Dortmund     | Bundesliga            | 33          | 8           | 3           | 2                     | 0                     | 0                     | -          | -          | -          | C3                             | 8                              | 1                              | 1                              | -               | -               | -               | -                   | -                   | -                   | -                   | 43    | 9     | 4     |
| 2011-2012             | Borussia Dortmund     | Bundesliga            | 34          | 22          | 8           | 6                     | 7                     | 0                     | 1          | 0          | 0          | C1                             | 6                              | 1                              | 2                              | -               | -               | -               | -                   | -                   | -                   | -                   | 47    | 30    | 10    |
| 2012-2013             | Borussia Dortmund     | Bundesliga            | 31          | 24          | 5           | 4                     | 1                     | 4                     | 1          | 1          | 0          | C1                             | 13                             | 10                             | 2                              | -               | -               | -               | -                   | -                   | -                   | -                   | 49    | 36    | 11    |
| 2013-2014             | Borussia Dortmund     | Bundesliga            | 33          | 20          | 6           | 5                     | 2                     | 0                     | 1          | 0          | 0          | C1                             | 9                              | 6                              | 2                              | -               | -               | -               | -                   | -                   | -                   | -                   | 48    | 28    | 8     |
| Sous-total            | Sous-total            | Sous-total            | 131         | 74          | 22          | 17                    | 10                    | 4                     | 3          | 1          | 0          | -                              | 36                             | 18                             | 7                              | -               | -               | -               | -                   | -                   | -                   | -                   | 187   | 103   | 33    |
| 2014-2015             | Bayern Munich         | Bundesliga            | 31          | 17          | 5           | 5                     | 2                     | 1                     | 1          | 0          | 0          | C1                             | 12                             | 6                              | 2                              | -               | -               | -               | -                   | -                   | -                   | -                   | 49    | 25    | 8     |
| 2015-2016             | Bayern Munich         | Bundesliga            | 32          | 30          | 2           | 6                     | 3                     | 0                     | 1          | 0          | 1          | C1                             | 12                             | 9                              | 1                              | -               | -               | -               | -                   | -                   | -                   | -                   | 51    | 42    | 4     |
| 2016-2017             | Bayern Munich         | Bundesliga            | 33          | 30          | 5           | 4                     | 5                     | 2                     | 1          | 0          | 0          | C1                             | 9                              | 8                              | 1                              | -               | -               | -               | -                   | -                   | -                   | -                   | 47    | 43    | 8     |
| 2017-2018             | Bayern Munich         | Bundesliga            | 30          | 29          | 2           | 6                     | 6                     | 1                     | 1          | 1          | 0          | C1                             | 11                             | 5                              | 1                              | -               | -               | -               | -                   | -                   | -                   | -                   | 48    | 41    | 4     |
| 2018-2019             | Bayern Munich         | Bundesliga            | 33          | 22          | 7           | 5                     | 7                     | 2                     | 1          | 3          | 0          | C1                             | 8                              | 8                              | 0                              | -               | -               | -               | -                   | -                   | -                   | -                   | 47    | 40    | 9     |
| 2019-2020             | Bayern Munich         | Bundesliga            | 31          | 34          | 4           | 5                     | 6                     | 0                     | 1          | 0          | 0          | C1                             | 10                             | 15                             | 5                              | -               | -               | -               | -                   | -                   | -                   | -                   | 47    | 55    | 9     |
| 2020-2021             | Bayern Munich         | Bundesliga            | 29          | 41          | 7           | 1                     | 0                     | 0                     | 1          | 0          | 0          | C1                             | 6                              | 5                              | 0                              | 1               | 0               | 1               | CMC                 | 2                   | 2                   | 0                   | 40    | 48    | 8     |
| 2021-2022             | Bayern Munich         | Bundesliga            | 34          | 35          | 3           | 1                     | 0                     | 0                     | 1          | 2          | 0          | C1                             | 10                             | 13                             | 3                              | -               | -               | -               | -                   | -                   | -                   | -                   | 46    | 50    | 6     |
| Sous-total            | Sous-total            | Sous-total            | 253         | 238         | 35          | 33                    | 29                    | 6                     | 8          | 6          | 1          | -                              | 78                             | 69                             | 13                             | 1               | 0               | 1               | -                   | 2                   | 2                   | 0                   | 375   | 344   | 56    |
| 2022-2023             | FC Barcelone          | Liga                  | 34          | 23          | 7           | 3                     | 2                     | 0                     | 2          | 2          | 1          | C1+C3                          | 5+2                            | 5+1                            | 0                              | -               | -               | -               | -                   | -                   | -                   | -                   | 46    | 33    | 8     |
| 2023-2024             | FC Barcelone          | Liga                  | 35          | 19          | 8           | 3                     | 2                     | 0                     | 2          | 2          | 0          | C1                             | 9                              | 3                              | 1                              | -               | -               | -               | -                   | -                   | -                   | -                   | 49    | 26    | 9     |
| 2024-2025             | FC Barcelone          | Liga                  | 34          | 27          | 2           | 3                     | 3                     | 0                     | 2          | 1          | 1          | C1                             | 13                             | 11                             | 0                              | -               | -               | -               | -                   | -                   | -                   | -                   | 52    | 42    | 3     |
| Sous-total            | Sous-total            | Sous-total            | 103         | 69          | 17          | 9                     | 7                     | 0                     | 6          | 5          | 2          | -                              | 29                             | 20                             | 1                              | -               | -               | -               | -                   | -                   | -                   | -                   | 147   | 101   | 20    |
| Total sur la carrière | Total sur la carrière | Total sur la carrière | 604         | 449         | 73          | 50                    | 12                    | 18                    | 13         | 5          | -          | 159                            | 113                            | 24                             | 1                              | 0               | 1               | -               | 2                   | 2                   | 0                   | 857                 | 627   |       |       |

### En sélection nationale
| Saison                | Sélection             | Phases finales        | Phases finales | Phases finales | Phases finales | Éliminatoires CDM | Éliminatoires CDM | Éliminatoires CDM | Éliminatoires EURO | Éliminatoires EURO | Éliminatoires EURO | Ligue Nations UEFA | Ligue Nations UEFA | Ligue Nations UEFA | Matchs amicaux | Matchs amicaux | Matchs amicaux | Total | Total | Total |
| Saison                | Sélection             | Compétition           | M              | B              | Pd             | M                 | B                 | Pd                | M                  | B                  | Pd                 | M                  | B                  | Pd                 | M              | B              | Pd             | M     | B     | Pd    |
| --------------------- | --------------------- | --------------------- | -------------- | -------------- | -------------- | ----------------- | ----------------- | ----------------- | ------------------ | ------------------ | ------------------ | ------------------ | ------------------ | ------------------ | -------------- | -------------- | -------------- | ----- | ----- | ----- |
| 2008-2009             | Pologne               | -                     | -              | -              | -              | 5                 | 2                 | 2                 | -                  | -                  | -                  | -                  | -                  | -                  | 4              | 1              | 0              | 9     | 3     | 2     |
| 2009-2010             | Pologne               | -                     | -              | -              | -              | 4                 | 0                 | 0                 | -                  | -                  | -                  | -                  | -                  | -                  | 10             | 3              | 1              | 14    | 3     | 1     |
| 2010-2011             | Pologne               | -                     | -              | -              | -              | -                 | -                 | -                 | -                  | -                  | -                  | -                  | -                  | -                  | 11             | 4              | 1              | 11    | 4     | 1     |
| 2011-2012             | Pologne               | Euro 2012             | 3              | 1              | 0              | -                 | -                 | -                 | -                  | -                  | -                  | -                  | -                  | -                  | 7              | 3              | 1              | 10    | 4     | 1     |
| 2012-2013             | Pologne               | -                     | -              | -              | -              | 6                 | 2                 | 2                 | -                  | -                  | -                  | -                  | -                  | -                  | 3              | 0              | 0              | 9     | 2     | 2     |
| 2013-2014             | Pologne               | -                     | -              | -              | -              | 3                 | 1                 | 0                 | -                  | -                  | -                  | -                  | -                  | -                  | 4              | 1              | 0              | 7     | 2     | 0     |
| 2014-2015             | Pologne               | -                     | -              | -              | -              | -                 | -                 | -                 | 6                  | 7                  | 1                  | -                  | -                  | -                  | 1              | 0              | 0              | 7     | 7     | 1     |
| 2015-2016             | Pologne               | Euro 2016             | 5              | 1              | 0              | -                 | -                 | -                 | 4                  | 6                  | 1                  | -                  | -                  | -                  | 4              | 2              | 1              | 13    | 9     | 2     |
| 2016-2017             | Pologne               | -                     | -              | -              | -              | 6                 | 11                | 0                 | -                  | -                  | -                  | -                  | -                  | -                  | -              | -              | -              | 6     | 11    | 0     |
| 2017-2018             | Pologne               | Coupe du monde 2018   | 3              | 0              | 0              | 4                 | 5                 | 1                 | -                  | -                  | -                  | -                  | -                  | -                  | 4              | 4              | 0              | 11    | 9     | 1     |
| 2018-2019             | Pologne               | -                     | -              | -              | -              | -                 | -                 | -                 | 4                  | 2                  | 0                  | 3                  | 0                  | 2                  | 1              | 0              | 0              | 8     | 2     | 2     |
| 2019-2020             | Pologne               | -                     | -              | -              | -              | -                 | -                 | -                 | 6                  | 4                  | 2                  | -                  | -                  | -                  | -              | -              | -              | 6     | 4     | 2     |
| 2020-2021             | Pologne               | Euro 2020             | 3              | 3              | 0              | 2                 | 3                 | 0                 | -                  | -                  | -                  | 4                  | 2                  | 2                  | 1              | 0              | 0              | 10    | 8     | 2     |
| 2021-2022             | Pologne               | -                     | -              | -              | -              | 7                 | 6                 | 4                 | -                  | -                  | -                  | 3                  | 1                  | 0                  | 0              | 0              | 0              | 10    | 7     | 4     |
| 2022-2023             | Pologne               | Coupe du monde 2022   | 4              | 2              | 1              | -                 | -                 | -                 | 3                  | 1                  | 1                  | 2                  | 0                  | 1                  | 1              | 0              | 0              | 10    | 3     | 3     |
| 2023-2024             | Pologne               | Euro 2024             | 2              | 1              | 0              | -                 | -                 | -                 | 5                  | 2                  | 1                  | -                  | -                  | -                  | 3              | 1              | 1              | 10    | 4     | 2     |
| 2024-2025             | Pologne               | -                     | -              | -              | -              | 2                 | 1                 | 0                 | -                  | -                  | -                  | 4                  | 1                  | 2                  | -              | -              | -              | 6     | 2     | 2     |
| Total sur la carrière | Total sur la carrière | Total sur la carrière | 20             | 8              | 1              | 39                | 31                | 9                 | 28                 | 22                 | 6                  | 16                 | 4                  | 7                  | 54             | 19             | 5              | 157   | 84    | 28    |

### Buts internationaux
| 0     | Date | Lieu | Compétition | Résultat | Adversaire | Détail | Détail | Détail | |
| ----- | --- | --- | --- | --- | --- | --- | --- | --- | --- |
| 1er   | 10 septembre 2008 | Stadio Olimpico, Serravalle, Saint-Marin | Éliminatoires de la Coupe du monde 2010 | V 2-0 | Saint-Marin | 67e | du pied gauche | 2-0 | |
| 2e    | 19 novembre 2008 | Croke Park, Dublin, Irlande | Match amical | V 3-2 | République d'Irlande | 89e | du pied gauche | 3-1 | |
| 3e    | 1er avril 2009 | Kolporter Arena, Kielce, Pologne | Éliminatoires de la Coupe du monde 2010 | V 10-0 | Saint-Marin | 43e | de la tête | 4-0 | |
| 4e    | 23 janvier 2010 | Stade du 5 décembre 2007, Nakhon Ratchasima, Thaïlande | King's Cup 2010 | V 6-1 | Singapour | 26e | s.p su pied droit | 1-0 | |
| 5e    | 23 janvier 2010 | Stade du 5 décembre 2007, Nakhon Ratchasima, Thaïlande | King's Cup 2010 | V 6-1 | Singapour | 36e | du pied droit | 2-0 | |
| 6e    | 3 mars 2010 | Stade Kazimierz Sosnkowski, Varsovie, Pologne | Match amical | V 2-0 | Bulgarie | 62e | du pied droit | 2-0 | |
| 7e    | 7 septembre 2010 | Stade Henryk Reyman, Cracovie, Pologne | Match amical | D 1-2 | Australie | 18e | du pied droit | 1-1 | |
| 8e    | 17 novembre 2010 | Stade municipal, Poznań, Pologne | Match amical | V 3-1 | Côte d'Ivoire | 19e | du pied gauche | 1-0 | |
| 9e    | 17 novembre 2010 | Stade municipal, Poznań, Pologne | Match amical | V 3-1 | Côte d'Ivoire | 80e | du pied droit | 3-1 | |
| 10e   | 9 février 2011 | Estádio Algarve, Faro, Portugal | Match amical | V 1-0 | Norvège | 19e | du pied droit | 1-0 | |
| 11e   | 6 septembre 2011 | PGE Arena Gdańsk, Gdańsk, Pologne | Match amical | N 2-2 | Allemagne | 54e | du pied droit | 1-0 | |
| -     | 7 octobre 2011 | Stade de la Coupe du monde de Séoul, Séoul, Corée du Sud | Match amical | N 2-2 | Corée du Sud | 29e | de la tête | 1-0 | |
| 12e   | 11 octobre 2011 | BRITA-Arena, Wiesbaden, Allemagne | Match amical | V 2-0 | Biélorussie | 69e | du pied droit | 2-0 | |
| 13e   | 2 juin 2012 | Stade du maréchal Józef Piłsudski, Varsovie, Pologne | Match amical | V 4-0 | Andorre | 37e | du pied droit | 2-0 | |
| 14e   | 8 juin 2012 | Stade national, Varsovie, Pologne | Match d’ouverture de l'Euro 2012 | N 1-1 | Grèce | 17e | de la tête | 1-0 | |
| 15e   | 26 mars 2013 | Stade national, Varsovie, Pologne | Éliminatoires de la Coupe du monde 2014 | V 5-0 | Saint-Marin | 21e | s.p du pied droit | 1-0 | |
| 16e   | 26 mars 2013 | Stade national, Varsovie, Pologne | Éliminatoires de la Coupe du monde 2014 | V 5-0 | Saint-Marin | 50e | s.p du pied droit | 3-0 | |
| 17e   | 6 septembre 2013 | Stade national, Varsovie, Pologne | Éliminatoires de la Coupe du monde 2014 | N 1-1 | Monténégro | 16e | du pied gauche | 1-1 | |
| 18e   | 6 juin 2014 | PGE Arena Gdańsk, Gdańsk, Pologne | Match amical | V 2-1 | Lituanie | 79e | s.p du pied droit | 2-1 | |
| 19e   | 7 septembre 2014 | Estádio Algarve, Faro, Portugal | Éliminatoires de l’Euro 2016 | V 7-0 | Gibraltar | 50e | de la tête | 3-0 | |
| 20e   | 7 septembre 2014 | Estádio Algarve, Faro, Portugal | Éliminatoires de l’Euro 2016 | V 7-0 | Gibraltar | 53e | du pied droit | 4-0 | |
| 21e   | 7 septembre 2014 | Estádio Algarve, Faro, Portugal | Éliminatoires de l’Euro 2016 | V 7-0 | Gibraltar | 86e | du pied droit | 6-0 | |
| 22e   | 7 septembre 2014 | Estádio Algarve, Faro, Portugal | Éliminatoires de l’Euro 2016 | V 7-0 | Gibraltar | 90e | du pied droit | 7-0 | |
| 23e   | 13 juin 2015 | Stade national, Varsovie, Pologne | Éliminatoires de l’Euro 2016 | V 4-0 | Géorgie | 89e | du pied gauche | 2-0 | |
| 24e   | 13 juin 2015 | Stade national, Varsovie, Pologne | Éliminatoires de l’Euro 2016 | V 4-0 | Géorgie | 90+2e | de la tête | 3-0 | |
| 25e   | 13 juin 2015 | Stade national, Varsovie, Pologne | Éliminatoires de l’Euro 2016 | V 4-0 | Géorgie | 90+3e | du pied droit | 4-0 | |
| 26e   | 4 septembre 2015 | Commerzbank-Arena, Francfort-sur-le-Main, Allemagne | Éliminatoires de l’Euro 2016 | D 1-3 | Allemagne | 36e | de la tête | 1-2 | |
| 27e   | 7 septembre 2015 | Stade national, Varsovie, Pologne | Éliminatoires de l’Euro 2016 | V 8-1 | Gibraltar | 18e | du pied droit | 3-0 | |
| 28e   | 7 septembre 2015 | Stade national, Varsovie, Pologne | Éliminatoires de l’Euro 2016 | V 8-1 | Gibraltar | 29e | du pied droit | 4-0 | |
| 29e   | 8 octobre 2015 | Hampden Park, Glasgow, Écosse | Éliminatoires de l’Euro 2016 | N 2-2 | Écosse | 3e | du pied droit | 1-0 | |
| 30e   | 8 octobre 2015 | Hampden Park, Glasgow, Écosse | Éliminatoires de l’Euro 2016 | N 2-2 | Écosse | 90+4e | du pied gauche | 2-2 | |
| 31e   | 11 octobre 2015 | Stade national, Varsovie, Pologne | Éliminatoires de l’Euro 2016 | V 2-1 | République d'Irlande | 42e | de la tête | 2-1 | |
| 32e   | 13 novembre 2015 | Stade national, Varsovie, Pologne | Match amical | V 4-2 | Islande | 75e | du pied gauche | 3-2 | |
| 33e   | 13 novembre 2015 | Stade national, Varsovie, Pologne | Match amical | V 4-2 | Islande | 79e | du pied droit | 4-2 | |
| 34e   | 30 juin 2016 | Stade Vélodrome, Marseille, France | Euro 2016 | D 1-1 (tab 3-5) | Portugal | 2e | du pied droit | 1-0 | |
| 35e   | 4 septembre 2016 | Astana Arena, Astana, Kazakhstan | Éliminatoires de la Coupe du Monde 2018 | N 2-2 | Kazakhstan | 35e | s.p du pied droit | 0-2 | |
| 36e   | 8 octobre 2016 | Stade national, Varsovie, Pologne | Éliminatoires de la Coupe du Monde 2018 | V 3-2 | Danemark | 20e | du pied droit | 1-0 | |
| 37e   | 8 octobre 2016 | Stade national, Varsovie, Pologne | Éliminatoires de la Coupe du Monde 2018 | V 3-2 | Danemark | 36e | s.p du pied droit | 2-0 | |
| 38e   | 8 octobre 2016 | Stade national, Varsovie, Pologne | Éliminatoires de la Coupe du Monde 2018 | V 3-2 | Danemark | 47e | du pied droit | 3-0 | |
| 39e   | 11 octobre 2016 | Stade national, Varsovie, Pologne | Éliminatoires de la Coupe du Monde 2018 | V 2-1 | Arménie | 90+5e | de la tête | 2-1 | |
| 40e   | 11 novembre 2016 | Arena Națională, Bucarest, Roumanie | Éliminatoires de la Coupe du Monde 2018 | V 3-0 | Roumanie | 83e | du pied gauche | 0-2 | |
| 41e   | 11 novembre 2016 | Arena Națională, Bucarest, Roumanie | Éliminatoires de la Coupe du Monde 2018 | V 3-0 | Roumanie | 90+1e | s.p du pied droit | 0-3 | |
| 42e   | 26 mars 2017 | Podgorica City Stadium, Podgorica, Monténégro | Éliminatoires de la Coupe du Monde 2018 | V 2-1 | Monténégro | 40e | c.f du pied droit | 0-1 | |
| 43e   | 10 juin 2017 | Stade national de Varsovie, Varsovie, Pologne | Éliminatoires de la Coupe du Monde 2018 | V 3-1 | Roumanie | 29e | s.p du pied droit | 1-0 | |
| 44e   | 10 juin 2017 | Stade national de Varsovie, Varsovie, Pologne | Éliminatoires de la Coupe du Monde 2018 | V 3-1 | Roumanie | 57e | de la tête | 2-0 | |
| 45e   | 10 juin 2017 | Stade national de Varsovie, Varsovie, Pologne | Éliminatoires de la Coupe du Monde 2018 | V 3-1 | Roumanie | 62e | s.p du pied droit | 3-0 | |
| 46e   | 4 septembre 2017 | Stade national de Varsovie, Varsovie, Pologne | Éliminatoires de la Coupe du Monde 2018 | V 3-0 | Kazakhstan | 86e | s.p du pied droit | 3-0 | |
| 47e   | 5 octobre 2017 | Stade Républicain Vazgen-Sargsian, Erevan, Arménie | Éliminatoires de la Coupe du Monde 2018 | V 6-1 | Arménie | 18e | c.f du pied droit | 0-'2 | |
| 48e   | 5 octobre 2017 | Stade Républicain Vazgen-Sargsian, Erevan, Arménie | Éliminatoires de la Coupe du Monde 2018 | V 6-1 | Arménie | 25e | c.f du pied droit | 0-3 | |
| 49e   | 5 octobre 2017 | Stade Républicain Vazgen-Sargsian, Erevan, Arménie | Éliminatoires de la Coupe du Monde 2018 | V 6-1 | Arménie | 64e | du pied gauche | 1-5 | |
| 50e   | 8 octobre 2017 | Stade national de Varsovie, Varsovie, Pologne | Éliminatoires de la Coupe du Monde 2018 | V 4-2 | Monténégro | 86e | du pied droit | 3-2 | |
| 51e   | 27 mars 2018 | Stade national de Varsovie, Varsovie, Pologne | Match amical | V 3-2 | Corée du Sud | 32e | de la tête | 1-0 | |
| 52e   | 8 juin 2018 | Stade INEA, Poznań, Pologne | Match amical | N 2-2 | Chili | 30e | du pied gauche | 1-0 | |
| 53e   | 12 juin 2018 | Stade national de Varsovie, Varsovie, Pologne | Match amical | V 4-0 | Lituanie | 19e | du pied droit | 1-0 | |
| 54e   | 12 juin 2018 | Stade national de Varsovie, Varsovie, Pologne | Match amical | V 4-0 | Lituanie | 33e | c.f du pied droit | 2-0 | |
| 55e   | 24 mars 2019 | Stade national de Varsovie, Varsovie, Pologne | Éliminatoires de l'Euro 2020 | V 2-0 | Lettonie | 76e | de la tête | 1-0 | |
| 56e   | 10 juin 2019 | Stade national de Varsovie, Varsovie, Pologne | Éliminatoires de l'Euro 2020 | V 4-0 | Israël | 56e | s.p du pied droit | 2-0 | |
| 57e   | 10 octobre 2019 | Stade Daugava, Riga, Lettonie | Éliminatoires de l'Euro 2020 | V 3-0 | Lettonie | 9e | du pied gauche | 0-1 | |
| 58e   | 10 octobre 2019 | Stade Daugava, Riga, Lettonie | Éliminatoires de l'Euro 2020 | V 3-0 | Lettonie | 13e | du pied droit | 0-2 | |
| 59e   | 10 octobre 2019 | Stade Daugava, Riga, Lettonie | Éliminatoires de l'Euro 2020 | V 3-0 | Lettonie | 76e | du pied gauche | 0-3 | |
| 60e   | 19 novembre 2019 | Stade national de Varsovie, Varsovie, Pologne | Éliminatoires de l'Euro 2020 | V 3-2 | Slovénie | 54e | du pied droit | 2-1 | |
| 61e   | 14 octobre 2020 | Stade municipal de Wrocław, Wrocław, Pologne | Ligue des nations 2020-2021 | V 3-0 | Bosnie-Herzégovine | 40e | du pied droit | 1-0 | |
| 62e   | 14 octobre 2020 | Stade municipal de Wrocław, Wrocław, Pologne | Ligue des nations 2020-2021 | V 3-0 | Bosnie-Herzégovine | 52e | du pied droit | 2-0 | |
| 63e   | 25 mars 2021 | Stade Ferenc-Puskás, Budapest, Hongrie | Éliminatoires Coupe du monde 2022 | N3-3 | Hongrie | 82e | du pied gauche | 3-3 | |
| 64e   | 28 mars 2021 | Stade du maréchal Józef Piłsudski, Varsovie, Pologne | Éliminatoires Coupe du monde 2022 | V 3-0 | Andorre | 30e | du pied droit | 1-0 | |
| 65e   | 28 mars 2021 | Stade du maréchal Józef Piłsudski, Varsovie, Pologne | Éliminatoires Coupe du monde 2022 | V 3-0 | Andorre | 55e | du pied droit | 2-0 | |
| 66e   | 19 juin 2021 | Stade olympique de Séville, Séville, Espagne | Euro 2020 | N 1-1 | Espagne | 54e | de la tête | 1-1 | |
| 67e   | 23 juin 2021 | Stade de Saint-Pétersbourg, Saint-Pétersbourg, Russie | Euro 2020 | D 2-3 | Suède | 61e | du pied droit | 1-2 | |
| 68e   | 23 juin 2021 | Stade de Saint-Pétersbourg, Saint-Pétersbourg, Russie | Euro 2020 | D 2-3 | Suède | 84e | du pied gauche | 2-2 | |
| 69e   | 2 septembre 2021 | Stade national de Varsovie, Varsovie, Pologne | Éliminatoires Coupe du monde 2022 | V 4-1 | Albanie | 12e | de la tête | 1-0 | |
| 70e   | 5 septembre 2021 | Stade de Saint-Marin, Serravalle, Saint-Marin | Éliminatoires Coupe du monde 2022 | V 1-7 | Saint-Marin | 4e | du pied gauche | 0-1 | |
| 71e   | 5 septembre 2021 | Stade de Saint-Marin, Serravalle, Saint-Marin | Éliminatoires Coupe du monde 2022 | V 1-7 | Saint-Marin | 21e | du pied droit | 0-3 | |
| 72e   | 12 novembre 2021 | Estadi Comunal, Andorre-la-Vieille, Andorre | Éliminatoires Coupe du monde 2022 | V 1-4 | Andorre | 5e | du pied droit | 0-1 | |
| 73e   | 12 novembre 2021 | Estadi Comunal, Andorre-la-Vieille, Andorre | Éliminatoires Coupe du monde 2022 | V 1-4 | Andorre | 73e | de la tête | 1-4 | |
| 74e   | 29 mars 2022 | Stade de Silésie, Chorzów, Pologne | Barrages de Coupe du Monde 2022 | V 2-0 | Suède | 49e | s.p du pied droit | 1-0 | |
| 75e   | 8 juin 2022 | Stade Roi Baudouin, Bruxelles, Belgique | Ligue des Nations de l'UEFA 2022-2023 | D 6-1 | Belgique | 28e | du pied gauche | 0-1 | |
| 76e   | 26 novembre 2022 | Stade Education City, Al Rayyan, Qatar | Coupe du monde 2022 | V 2-0 | Arabie saoudite | 82e | du pied gauche | 2-0 | |
| 77e   | 4 décembre 2022 | Stade Al-Thumama, Doha, Qatar | Coupe du monde 2022 | D 3-1 | France | 90+9e | s.p du pied droit | 3-1 | |
| 78e   | 20 juin 2023 | Stade Zimbru, Chișinău, Moldavie | Éliminatoires du Championnat d'Europe de football 2024 | D 3-2 | Moldavie | 34e | du pied droit | 0-2 | |
| 79e   | 7 septembre 2023 | Stade national de Varsovie, Varsovie, Pologne | Éliminatoires du Championnat d'Europe de football 2024 | V 2-0 | Îles Féroé | 73e | s.p du pied droit | 1-0 | |
| 80e   | 7 septembre 2023 | Stade national de Varsovie, Varsovie, Pologne | Éliminatoires du Championnat d'Europe de football 2024 | V 2-0 | Îles Féroé | 83e | du pied droit | 2-0 | |
| 81e   | 21 novembre 2023 | Stade national de Varsovie, Varsovie, Pologne | Match amical | V 2-0 | Lettonie | 48e | de la tête | 2-0 | |
| Total | 81 buts (50 du pied droit, 17 du pied gauche et 14 de la tête), dont 14 pénaltys et 4 coups francs, en 146 sélections entre le 10 septembre 2008 et le 6 décembre 2023. | 81 buts (50 du pied droit, 17 du pied gauche et 14 de la tête), dont 14 pénaltys et 4 coups francs, en 146 sélections entre le 10 septembre 2008 et le 6 décembre 2023. | 81 buts (50 du pied droit, 17 du pied gauche et 14 de la tête), dont 14 pénaltys et 4 coups francs, en 146 sélections entre le 10 septembre 2008 et le 6 décembre 2023. | 81 buts (50 du pied droit, 17 du pied gauche et 14 de la tête), dont 14 pénaltys et 4 coups francs, en 146 sélections entre le 10 septembre 2008 et le 6 décembre 2023. | 81 buts (50 du pied droit, 17 du pied gauche et 14 de la tête), dont 14 pénaltys et 4 coups francs, en 146 sélections entre le 10 septembre 2008 et le 6 décembre 2023. | 81 buts (50 du pied droit, 17 du pied gauche et 14 de la tête), dont 14 pénaltys et 4 coups francs, en 146 sélections entre le 10 septembre 2008 et le 6 décembre 2023. | 81 buts (50 du pied droit, 17 du pied gauche et 14 de la tête), dont 14 pénaltys et 4 coups francs, en 146 sélections entre le 10 septembre 2008 et le 6 décembre 2023. | 81 buts (50 du pied droit, 17 du pied gauche et 14 de la tête), dont 14 pénaltys et 4 coups francs, en 146 sélections entre le 10 septembre 2008 et le 6 décembre 2023. | 81 buts (50 du pied droit, 17 du pied gauche et 14 de la tête), dont 14 pénaltys et 4 coups francs, en 146 sélections entre le 10 septembre 2008 et le 6 décembre 2023. |

## Palmarès

### Club
| Znicz Pruszków (1) :                              | Lech Poznań (3) : | Borussia Dortmund (4) : | Bayern Munich (19) : | FC Barcelone (5) : |
| ------------------------------------------------- | --- | --- | --- | --- |
| - Championnat de Pologne de D3 - Vainqueur : 2007 | - Championnat de Pologne - Vainqueur : 2010 - Coupe de Pologne - Vainqueur : 2009 - Supercoupe de Pologne - Vainqueur : 2009 | - Championnat d'Allemagne - Vainqueur : 2011 et 2012 - Coupe d'Allemagne - Vainqueur : 2012 - Supercoupe d'Allemagne - Vainqueur : 2013 - Coupe d'Allemagne - Finaliste : 2014 - Ligue des champions - Finaliste : 2013 | - Championnat d'Allemagne - Vainqueur : 2015, 2016, 2017, 2018, 2019, 2020, 2021, et 2022 - Coupe d'Allemagne - Vainqueur : 2016, 2019 et 2020 - Supercoupe d'Allemagne - Vainqueur : 2016, 2017, 2018, 2020 et 2021 - Ligue des champions - Vainqueur : 2020 - Supercoupe de l'UEFA - Vainqueur : 2020 - Coupe du monde des clubs - Vainqueur : 2020 | - Championnat d'Espagne - Champion : 2023, 2025 - Coupe d'Espagne - Vainqueur: 2025 - Supercoupe d'Espagne - Vainqueur : 2023 et 2025 - Finaliste : 2024 |

## Distinctions personnelles et records

### Distinctions personnelles
Joueur le plus capé et meilleur buteur de la sélection polonaise, Robert Lewandowski est récompensé à DOUZE reprises par le titre honorifique de « footballeur polonais de l'année » (2011, 2012, 2013, 2014, 2015, 2016, 2017, 2019, 2020, 2021, 2022 et 2024). En 2015, il est désigné « sportif polonais de l'année » par les lecteurs du journal Przegląd Sportowy et succède ainsi au sauteur à ski Kamil Stoch. En 2019, il fait partie de l’équipe du centenaire de la fédération polonaise de football.
Sous le maillot de la Reprezentacja, dont il est le capitaine à partir de décembre 2014, Lewandowski termine meilleur buteur des éliminatoires du Championnat d'Europe 2016 (13 buts) et co-meilleur buteur des éliminatoires de la Coupe du monde 2018 (16 buts, à égalité avec le Saoudien Mohammad al-Sahlawi et l'Émirati Ahmed Kalil).
En club, le Polonais se distingue tout d'abord dans les divisions inférieures, en étant meilleur buteur de troisième (2007, 15 buts) puis de deuxième division (2008, 21 buts). « Révélation polonaise » cette même année, il obtient lors de sa première saison dans l'élite le titre de meilleur joueur du championnat (2008-2009), avant d'en être le meilleur buteur la saison suivante (18 buts).
Parti vers le championnat allemand en 2010, il s'y distingue à de multiples reprises, en étant par exemple désigné meilleur joueur en 2017 et 2020 ou en terminant meilleur buteur en 2014 (20 buts), 2016 (30 buts), 2018 (29 buts), 2019 (22 buts), 2020 (34 buts) et 2021 (41 buts, record).
Sur la scène européenne et mondiale, il figure à quatre reprises dans l'équipe type de la Ligue des champions (2013, 2016, 2017, 2020) et termine meilleur buteur « international » en 2015 (22 buts).
Les années 2020 et 2021 sont les plus prolifique de sa carrière en termes de distinctions individuelles, il est tout d'abord meilleur buteur et meilleur passeur (ex æquo avec Ángel Di María) de la Ligue des champions 2019-2020, peu après, il est sacré meilleur joueur de la Coupe du monde des clubs de la FIFA 2020. En fin d'année, Robert Lewandowski est élu Meilleur attaquant de l'année, meilleur joueur d'Europe UEFA, Golden Player par le magazine Tuttosport, Meilleur footballeur de l'année FIFA et est intégré au FIFA FIFPro World11 2020.
À nouveau distingué par le titre de Meilleur footballeur de l'année FIFA en 2021, Lewandowski remporte le Soulier d'or européen, devenant le premier et le seul footballeur polonais à recevoir ce trophée.
Il reçoit le prix Golden Foot en 2022, pour récompenser l'ensemble de sa carrière.

### Records personnels
- 2e meilleur buteur de l'histoire du Bayern Munich avec 334 buts
- 2e meilleur buteur de l'histoire de la Bundesliga avec 305 buts
- 3e  meilleur buteur de l'histoire de la Ligue des champions avec 99 buts
- Meilleur buteur étranger de l'histoire du Bayern Munich
- Meilleur buteur étranger de l'histoire de la Bundesliga avec 305 buts
- Joueur le plus capé de l'histoire de la Pologne avec 125 sélections
- Meilleur buteur de l'histoire de la Pologne avec 72 buts
- Le 25 mars 2013, il devient l'unique joueur à avoir inscrit un quadruplé en demi-finale de Ligue des champions[101]
- Le 30 novembre 2015, il marque le quintuplé le plus rapide de l'histoire en 9 minutes[102]
- Le 26 novembre 2019, il marque le quadruplé le plus rapide de l'histoire de la Ligue des champions en 14 minutes et 31 secondes[103]
- Le 22 mai 2021, il devient le meilleur buteur sur une saison de l'histoire du Championnat d'Allemagne en 2021 avec 41 buts[92]
- Le 18 septembre 2021, Lewandowski devient le seul joueur à marquer lors de 13 matchs d'affilée à domicile en Bundesliga[104]
- Le 4 décembre 2021, il dépasse Fisher au nombre de buts marqués à l'extérieur avec 118 buts (record)
- Le 14 décembre 2021, il devient le meilleur buteur sur une année en Bundesliga avec 43 réalisations
- Le 8 mars 2022, il réalise face au Red Bull Salzbourg le triplé le plus rapide de l'histoire de la Ligue des champions en 11 minutes.
- Le 7 septembre 2022, il devient le premier joueur à marquer un triplé avec trois équipes différentes en Ligue des Champions.

### Ballon d'or
Robert Lewandowski est nommé sept fois dans la liste des prétendants au Ballon d'or (2013, 2015, 2016, 2017, 2019, 2021, 2022 et 2023), trophée individuel considéré comme étant le plus prestigieux. En 2020, la cérémonie du ballon d'or est injustement annulée alors que Lewandowski est largement favori à la suite de la Ligue des champions remportée par le Bayern Munich, ce qui provoque l'indignation de plusieurs stars du football,. Lors de l'édition 2021, il obtient son meilleur classement en terminant à la deuxième place en devançant le milieu de terrain Jorginho, vainqueur de l'Euro de Football 2020 et de la Ligue des champions en 2020.
| Année | Classement | Voix (%) | Club de Lewandowski          | Vainqueur du Ballon d'Or |
| ----- | ---------- | -------- | ---------------------------- | ------------------------ |
| 2013  | 13e        | 0,88 %   | Borussia Dortmund            | Cristiano Ronaldo        |
| 2015  | 4e         | 4,17 %   | Bayern Munich                | Lionel Messi             |
| 2016  | 16e        | 0,19 %   | Bayern Munich                | Cristiano Ronaldo        |
| 2017  | 9e         | 1,61 %   | Bayern Munich                | Cristiano Ronaldo        |
| 2019  | 8e         | 1,58 %   | Bayern Munich                | Lionel Messi             |
| 2021  | 2e         | 21,34 %  | Bayern Munich                | Lionel Messi             |
| 2022  | 4e         | 11,42%   | Bayern Munich / FC Barcelone | Karim Benzema            |
| 2023  | 12e        | 0,82%    | FC Barcelone                 | Lionel Messi             |

## Décoration
Le 22 mars 2021, Robert Lewandowski est fait Commandeur de l'Ordre de la Polonia Restituta pour ses « réalisations sportives exceptionnelles », par le président polonais Andrzej Duda. La cérémonie eut lieu au palais Koniecpolski à Varsovie, en présence de la première dame polonaise, Agata Kornhauser-Duda,.
- Commandeur de l'Ordre de la Polonia Restituta (22 mars 2021)